# Bill Wyman
Bill Wyman (născut William George Perks pe 24 octombrie 1936) este un muzician englez cel mai cunoscut ca basistul trupei engleze de rock and roll The Rolling Stones din 1962 până în 1992. Din 1997 a înregistrat și concertat cu propria formație, Bill Wyman's Rhythm Kings. A produs atât muzică, cât și filme, compunând și muzică de film sau pentru televiziune. 
Wyman a ținut un jurnal încă de când era copil după cel de-al Doilea Război Mondial. Acesta i-a fost de folos întrucât Wyman a devenit și autorul a șapte cărți vândute în două milioane de copii. Pasiunea lui Wyman pentru artă l-a făcut pe acesta să devină și un fotograf de succes, fotografiile sale fiind prezente în galerii de artă din toată lumea. Din lipsa banilor, în adolescență, Wyman și-a construit propria chitară bas. A devenit arheolog amator, The Times publicând o scrisoare despre hobby-ul său. A construit și un "detector de metale semnătura Bill Wyman" iar ca și om de afaceri deține faimoasa Sticky Fingers Cafe.